# عقد 550
عقد 550 هو عقد امتد بين 1 يناير 550 و31 ديسمبر 559 بحسب التقويم الميلادي. سبقه عقد 540 ولحقه عقد 560.

## أحداث
- مجمع القسطنطينية الثاني (553)
- معركة أسفيلد (552)
- معركة تاجيناي (552)
- معركة مونس لاكتاريوس (552)

## مواليد
- الإمبراطورة سويكو (554)
- خديجة بنت خويلد (556)
- سوغا نو أوماكو (551)
- حكيم بن حزام (557)
- فاطمة بنت أسد (555)
- شاربيرت دي هيسباي (555)
- المثقب العبدي (553)
- هوذة الحنفي (551)
- آمنة بنت وهب (557)
- باباي الكبير (551)
- إيثيلبيرت (552)

## وفيات
- شيلديبيرت الأول (558)
- توتيلا (552)
- المنذر بن امرئ القيس (554)
- جيلمار (553)
- تيا ملك القوط الشرقيين (552)
- فيجيليوس (555)
- الخاقان بومين (552)

## كتب
- Yves Denis Papin (1998). Chronologie de l'histoire ancienne. Lieu de publication non identifié: Éditions Jean-paul Gisserot. ISBN:2-87747-346-5. OCLC:40746926. مؤرشف من الأصل في 2022-03-16.
- موسوعة حضارة العالم (2002) لأحمد محمد عوف.

## روابط خارجية
- تصفح سنة بسنة عقد 550 على موقع onthisday.com
- تصفح سنة بسنة عقد 550 ابتداءً من سنة عقد 550 على موقع المكتبة الوطنية الفرنسية